# Länsi-Viiri
Länsi-Viiri (russe : Северный Виргин, en finnois : Länsi-Viiri) est une petite île située dans le golfe de Finlande. 
L'île fait partie du raïon de Kingissepp de l'oblast de Léningrad en Russie.

## Géographie
Les ilots Itä-Viiri et Länsi-Viiri sont situés à environ 12 km au sud-ouest de Suursaari et à l'est de Ruuskeri.
Administrativement , elles font partie du raïon de Kingissepp.

## Histoire
Itä-Viiri et Länsi-Viiri faisaient partie de la municipalité finlandaise de Suursaari.
En 1940, Itä-Viiri et Länsi-Viiri feront partie des territoires cédés par la Finlande à l'Union soviétique dans le cadre de l'armistice de Moscou après la guerre de continuation.